# 22383 Nikolauspacassi
22383 Nikolauspacassi este o planetă minoră (asteroid) din centura de asteroizi. A fost descoperită pe 5 martie 1994 la Circolo Culturale Astronomico di Farra d'Isonzo⁠(d) de Circolo Culturale Astronomico di Farra d'Isonzo⁠(d). 
Obiectul prezintă o orbită caracterizată de o semiaxă mare de 2,320778 UAi, o excentricitate de 0,16, o înclinație de 2,39037 ° în raport cu ecliptica.